# Holló László-díj
A Holló László-díj jelentős képzőművészeti tevékenység elismerésére adományozható. A díjazott kap egy Holló László-rajzot is.

## Díjazottak

### 2020
- dr. Ujváry Zoltán professzor emeritus
- A díj átadása a professzor otthonában
- 2018
- dr. Feledy Balázs művészeti író
- Rádi András festőművész[1]

### 2017
Boncsér Árpád szobrászművész
Molnár István festőművész

### 2016
Maksai Jànos festőművész
Szeifert Imre festőművész

### 2014
- Simon M. Veronika festőművész[4]

### 2013
- Fekete József iskolaigazgató
- Kiss Papp Csilla iskolaigazgató-helyettes

### 2012
- Gonda Zoltán festőművész
- Holló László Képzőművész Kör
- Szőnyi Sándor festőművész
- Walter Gábor festőművész
- Pallás Ferenc festőművész[5]

### 2011
- Bogdándy György festőművész
- Józsa Sándor festő- és grafikusművész
- Nuridsány Éva képzőművész
- Sipos Zsófia festőművész

### 2008
- Arany Lajos művészeti író

### 2007
Szecskó Péter

### 2006
- Burai István festő- és grafikusművész

### 2004
- H. Csongrády Márta fotóművész
- Tamus István grafikusművész
- Tóth-Máthé Miklós író, színész
- Józsa Lajos szobrászművész[7]

### 2002
- Fekete Zsolt festőművész
- Katona György festőművész
- Kolozsvári Sándor képzőművész
- Szabó Ildikó művész-tanár

### 2001
- Komiszár János festőművész

### 2000
- Fátyol Zoltán festő- és grafikusművész

### 1998
- Ficsór József agrármérnök

### 1997
- Petkes József festőművész
- Terescsényi Endre
- László Ákos grafikusművész

### 1995
- Égerházi Imre festőművész

### 1993
- Bényei József író, újságíró

### 1992
- Józsa János festő- és grafikusművész

### 1991
- Bényi Árpád festő, grafikus

### 1990
- Szilágyi Imre grafikusművész

### 1989
- Győrfi Lajos szobrász
- Madarász Gyula festőművész

### 1988
- Bíró Katalin művészettörténész
- Kapcsa János festő

### 1987
- Sz. Kürti Katalin művészettörténész, muzeológus